# Cheilosia jacutica
Cheilosia jacutica är en tvåvingeart som beskrevs av Barkalov 1988. Cheilosia jacutica ingår i släktet örtblomflugor, och familjen blomflugor. Inga underarter finns listade i Catalogue of Life.